# 崧沢文化
崧沢文化（すうたくぶんか）は、中国浙江省及び上海市の長江下流、太湖周辺に紀元前3900年頃から紀元前3200年頃にかけて存在した新石器時代の文化。1960年から1970年代にかけて上海市青浦区崧沢村で発掘された青浦崧沢遺跡を標式遺跡とする。1982年、中国考古年会は太湖周辺で先行した馬家浜文化と、後代の良渚文化の中間期に存在した栄えた独自の文化であったと認定し、崧沢文化と命名した。
崧沢文化の遺跡からは石器や骨器のほか、墓穴からは副葬品として多数の玉器が発見されている。また陶器では鼎などの調理器や食器が出土し、夾砂紅褐陶や泥質紅陶をはじめとして、さらに高温で焼いた黒陶、灰陶なども出土した。土器片の中には、刻画紋や刻画符号などが刻まれているものもあった。
遺跡からは籾殻など稲作の痕跡を示すものや、食べた獣や魚などの骨も見つかっている。社会は母系社会から父系社会に移る過渡期だったと考えられる。